# Кирюшина (Иркутская область)
Кирюшина — деревня в Аларском районе Усть-Ордынского Бурятского округа Иркутской области. Входит в муниципальное образование «Табарсук».

## Географическое положение
Деревня находится примерно в 14 км к северу от районного центра (с учётом транспортной доступности).

## Внутреннее деление
Состоит из 3-х улиц:
- Звёздочка
- Хутор
- Центральная

## Происхождение названия
Название Кирюшина отыменное или отфамильное (происходит от уменьшительно-ласкательной формы имени Кирилл или от фамилии Кирюшин). Кирилл Проскуряков сбежавший с Нерченской тюрьмы примерно в 1826 году не вернулся на родину, а скрылся в этих местах, изменив свою фамилию на Крестьянинов. Название от его имени.

## Население
| 2002 | 2010 | 2011 | 2012 |
| ---- | ---- | ---- | ---- |
| 146  | ↘94  | ↘93  | ↗94  |